# Rawang (Maleisië)
Rawang is een stad in de Maleisische deelstaat Selangor.
Rawang telt 31.000 inwoners.

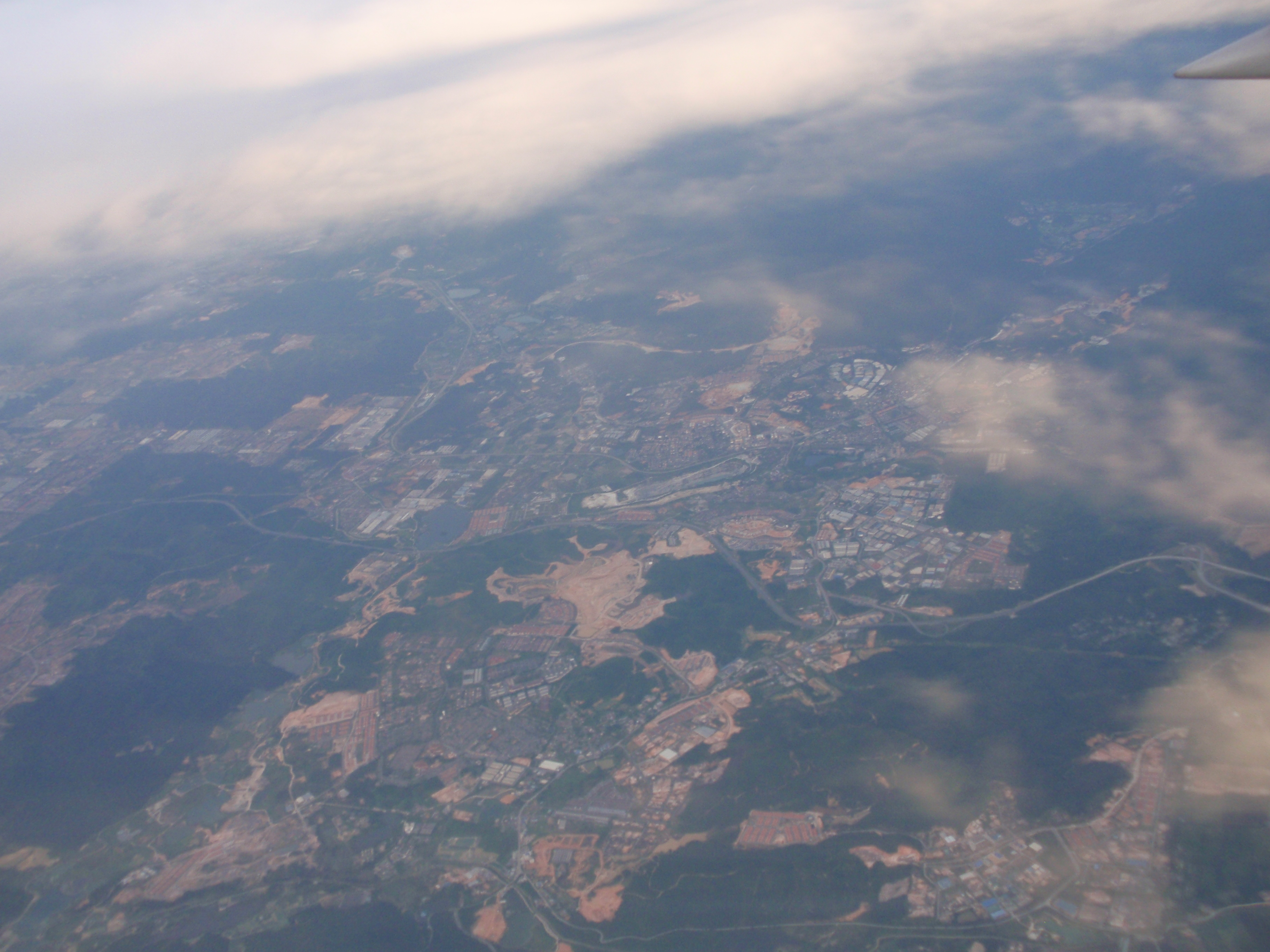
Luchtfoto van Rawang
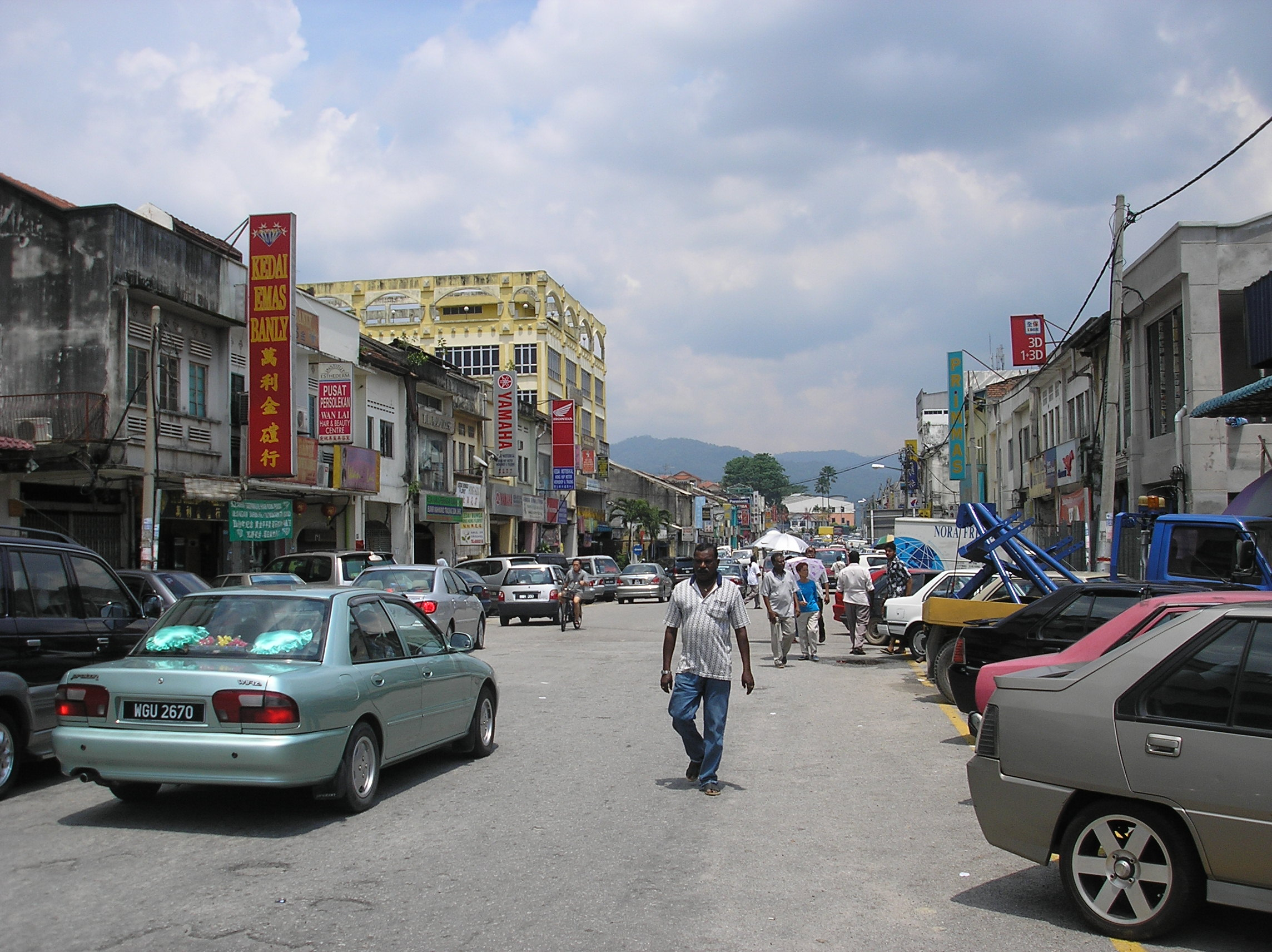
Rawang